# العلاقات الزامبية الهايتية
العلاقات الزامبية الهايتية هي العلاقات الثنائية التي تجمع بين زامبيا وهايتي.

## مقارنة بين البلدين
هذه مقارنة عامة ومرجعية للدولتين:
| وجه المقارنة                                              | زامبيا                         | هايتي                                |
| --------------------------------------------------------- | ------------------------------ | ------------------------------------ |
| المساحة (كم2)                                             | 752.62 ألف                     | 27.75 ألف                            |
| عدد السكان (نسمة)                                         | 17.09 مليون                    | 10.98 مليون                          |
| الكثافة السكانية (ن./كم²)                                 | 22.71                          | 395.68                               |
| العاصمة                                                   | لوساكا                         | بورت أو برانس                        |
| اللغة الرسمية                                             | لغة إنجليزية                   | لغة فرنسية، اللغة الكريولية الهايتية |
| العملة                                                    | كواشا زامبي، كواشا زامبي قديم ‏ | جوردة هايتية                         |
| الناتج المحلي الإجمالي (بليون دولار)                      | 25.81 مليار                    | 8.41 مليار                           |
| الناتج المحلي الإجمالي (تعادل القوة الشرائية) بليون دولار | 62.18 مليار                    | 18.82 مليار                          |
| الناتج المحلي الإجمالي الاسمي للفرد دولار أمريكي          | 1.30 ألف                       | 818                                  |
| الناتج المحلي الإجمالي للفرد دولار أمريكي                 | 3.90 ألف                       | 1.73 ألف                             |
| مؤشر التنمية البشرية                                      | 0.586                          | 0.483                                |
| رمز المكالمات الدولي                                      | +260                           | +509                                 |
| رمز الإنترنت                                              | .zm                            | .ht                                  |
| المنطقة الزمنية                                           | ت ع م+02:00                    | 00                                   |

## منظمات دولية مشتركة
يشترك البلدان في عضوية مجموعة من المنظمات الدولية، منها:
| علم المنظمة | اسم المنظمة                                 | تاريخ انضمام زامبيا | تاريخ انضمام هايتي |
| ----------- | ------------------------------------------- | ------------------- | ------------------ |
|             | الاتحاد البريدي العالمي                     | ?                   | ?                  |
|             | يونسكو                                      | 9 نوفمبر 1964       | 18 نوفمبر 1946     |
|             | البنك الدولي للإنشاء والتعمير               | 23 سبتمبر 1965      | 8 سبتمبر 1953      |
|             | منظمة التجارة العالمية                      | ?                   | ?                  |
|             | وكالة ضمان الاستثمار متعدد الأطراف          | 6 يونيو 1988        | 11 ديسمبر 1996     |
|             | الاتحاد الدولي للاتصالات                    | 23 أغسطس 1965       | 10 أكتوبر 1927     |
|             | منظمة الشرطة الجنائية الدولية               | ?                   | ?                  |
|             | مؤسسة التمويل الدولية                       | 23 سبتمبر 1965      | 20 يوليو 1956      |
|             | الأمم المتحدة                               | 1 ديسمبر 1964       | 24 أكتوبر 1945     |
|             | مجموعة دول أفريقيا والكاريبي والمحيط الهادئ | ?                   | ?                  |
|             | مؤسسة التنمية الدولية                       | 23 سبتمبر 1965      | 13 يونيو 1961      |
|             | منظمة حظر الأسلحة الكيميائية                | ?                   | ?                  |
|             | المركز الدولي لتسوية المنازعات الاستشارية   | 17 يوليو 1970       | 26 نوفمبر 2009     |

## وصلات خارجية
- موقع وزارة الخارجية الهايتية